# 11955 Russrobb
11955 Russrobb è un asteroide della fascia principale. Scoperto nel 1994, presenta un'orbita caratterizzata da un semiasse maggiore pari a 2,3986166 au e da un'eccentricità di 0,0698992, inclinata di 4,49163° rispetto all'eclittica.
L'asteroide è dedicato all'astronomo canadese Russell M. Robb.